# 室谷千英
室谷 千英（むろたに ちはな、1937年または1938年 – 2024年 <令和6年> 4月22日）は、日本の地方公務員。神奈川県県民部長、神奈川県副知事 (女性初)、神奈川県立保健福祉大学副学長を歴任。瑞宝中綬章受章。

## 人物・経歴
富山県出身。明治学院大学社会福祉学科を卒業し、1961年 神奈川県庁に入庁、1982年 新設された女性企画室の初代室長、1991年（平成3年） 6月 木下正雄の後任として渉外部長、1993年4月 同職を山野好章と交代し石井明の後任として県民部長、1995年6月 同職を橋本伸也と交代し、宮森進・山口栄蔵・渋谷正己の後任として神奈川県副知事就任。2001年3月 林英樹を後任として副知事退任。
県庁退職後は神奈川県立保健福祉大学初代副学長、同名誉顧問。2004年3月 地方制度調査会委員、2005年6月 中央社会保険医療協議会委員。日本赤十字社神奈川県支部監査委員、神奈川県医療福祉施設共同組合理事長、2009年12月 社会福祉法人日本医療伝道会理事長。2024年4月 肺癌で死去。

## 栄典
2008年11月 秋の叙勲で瑞宝中綬章を受章。